# Imidazol
Imidazolul este un compus organic heterociclic cu formula C3N2H4. Este un solid alb, incolor, solubil în apă, producând o soluție ușor alcalină. Aparține clasei diazolilor, conținând doi atomi de azot non-adiacenți.
Mulți compuși naturali, în special alcaloizii, au în componența lor nucleul aromatic imidazolic. Derivații imidazolilor au cu toții nucleul 1,3-C3N2, însă fiecare este substituit diferit. Nucleul imidazolic este prezent în molecule importante din punct de vedere biologic, precum în histidină și histamină. Multe medicamente conțin acest nucleu, în special antifungicele, nitroimidazolii (antibiotice), benzimidazolii (antihelmintice) și midazolamul (sedativ).
Când este fuzionat cu un nucleu pirimidinic, formează purina, care este cel mai răspândit compus heterociclic întâlnit în natură.

## Obținere
Imidazolul a fost preparat pentru prima dată în anul 1858 de către chimistul Heinrich Debus, deși numeroși derivați imidazolici erau descoperiți încă din anii 1840. Sinteza sa, după cum se poate observa și mai jos, avea ca reactanți glioxalul și formaldehida în mediu de amoniac. Produsul (imidazolul) era original denumit glioxalină.
Această metodă, deși are un randament destul de mic de producție, este încă utilizată pentru fabricarea imidazolilor C-substituiți.